# Kurzkupplung (Modelleisenbahn)

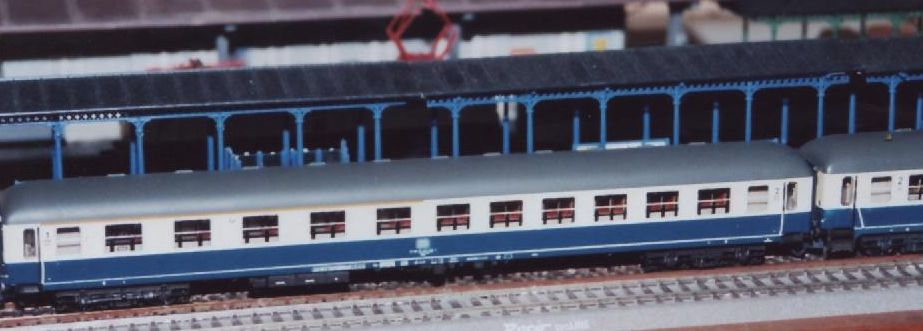
Modell eines ABm^{225} von Roco kurz gekuppelt mit einem weiteren D-Zug-Wagen-Modell

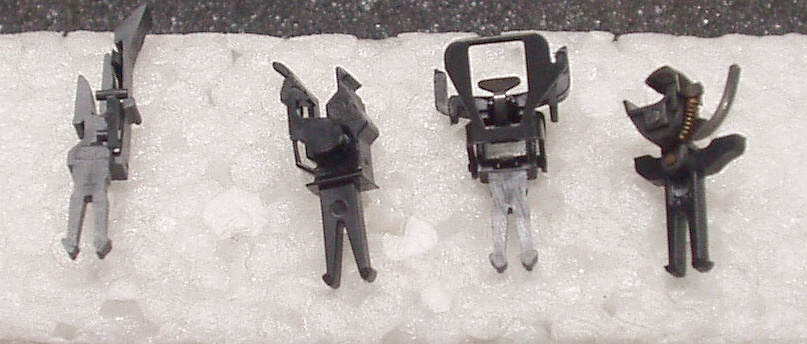
H0-Kurzkupplungen: (von links) Roco, Fleischmann, Märklin, Kadee

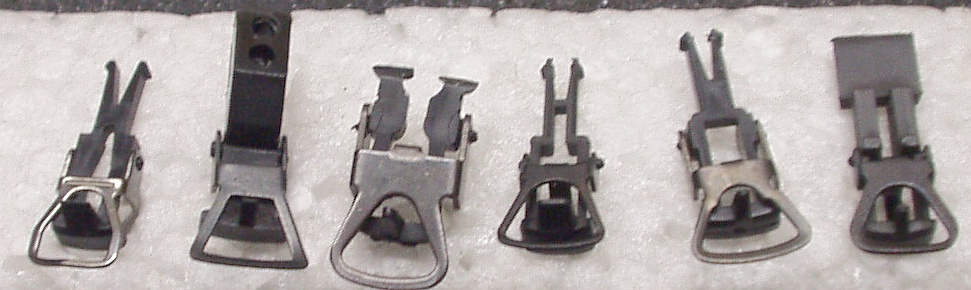
Bügelkupplungen verschiedener Hersteller

Die Kurzkupplung ist ein Verbindungselement zwischen Modelleisenbahnlokomotiven und -wagen. Sie erlaubt in der Geraden ein Fahren mit möglichst geringem Pufferabstand.
Im Gegensatz zu den üblichen Bügelkupplungen muss die Kurzkupplung eine knickstabile Verbindung zwischen den beiden Wagen herstellen. In Kurven wird der Pufferabstand durch eine im Wagen untergebrachte Kinematik etwas vergrößert, um so ein problemloses Durchfahren des Bogens ohne Überpufferung zu ermöglichen. Beim Aneinanderfahren kuppeln die Fahrzeuge automatisch, die Trennung ist per Hand möglich, fernbedient per Entkupplungsgleis oder Entkupplungsfunktion an der Lokomotive.

## Ausführungen
- Spezielle Formen der Klauenkupplung oder Bügelkupplungen mit zusätzlichen seitlichen Begrenzungsnasen werden bei den Nenngrößen H0 und TT verwendet.
- In der Nenngröße N und Z werden einheitlich Klauenkupplungen verwendet.
- Bei Fahrzeugkombinationen, die nicht getrennt werden müssen (u. a. Triebwagenzüge, Ganzzüge etc.), werden in allen Maßstäben häufig Steifkupplungen eingesetzt.